# Лосано, Армандо
Армандо Лосано Санчес (исп. Armando Lozano Sánchez; 16 декабря 1984, Мотриль) — испанский футболист, защитник клуба «Фуэнлабрада».

## Карьера
Армандо начинал карьеру в клубе «Мотриль» из своего родного города. Затем он перешёл во вторую команду «Малаги», где провёл один сезон в запасе и был отдан в годичную аренду клубу «Лос-Паласьос». Армандо играл за «Малагу Б» до сезона 2005/06. Затем он сыграл один сезон в главной команде и перешёл в клуб высшей испанской лиги «Леванте». Армандо начинал сезон игроком второй команды, но из-за зимнего ухода ведущих защитников был переведён в главную команду. За неё он дебютировал 17 февраля 2008 года в игре с «Осасуной» (2:1). Всего за клуб игрок провёл 12 матчей. Затем он отыграл сезон в «Картахене» и перешёл во вторую команду «Барселоны», где отыграл три года. В 2012 году Армандо перешёл в мексиканский «Веракрус». Однако там он пробыл совсем немного и вскоре вернулся на родину по совету своего старого друга Кико. В 2014 году состоялся его переход в «Нью-Йорк Ред Буллз». В начале марта 2015 года он был отчислен из состава ньюйоркцев. 12 августа 2015 года Лосано подписал двухлетний контракт с клубом Сегунды «Эльче». 30 августа он дебютировал и забил первый гол за «зелёно-полосатых» в матче против «Бильбао Атлетик».

## Статистика
По состоянию на 18 ноября 2016 года
| Клуб               | Соревнование | Сезон   | Лига | Лига | Кубок | Кубок | Континентальные | Континентальные | Прочие1 | Прочие1 | Итого | Итого |
| Клуб               | Соревнование | Сезон   | Игры | Голы | Игры  | Голы  | Игры            | Голы            | Игры    | Голы    | Игры  | Голы  |
| ------------------ | ------------ | ------- | ---- | ---- | ----- | ----- | --------------- | --------------- | ------- | ------- | ----- | ----- |
| Мотриль            | Сегунда Б    | 2001/02 | 7    | 0    | —     | —     | —               | —               | —       | —       | 7     | 0     |
| Малага Б           | Сегунда Б    | 2002/03 | 3    | 0    | —     | —     | —               | —               | —       | —       | 3     | 0     |
| Лос-Паласьос       | Сегунда Б    | 2003/04 | 15   | 0    | —     | —     | —               | —               | —       | —       | 15    | 0     |
| Малага Б           | Сегунда      | 2004/05 | 23   | 0    | —     | —     | —               | —               | —       | —       | 23    | 0     |
| Малага Б           | Сегунда      | 2005/06 | 36   | 0    | —     | —     | —               | —               | —       | —       | 36    | 0     |
| Малага Б           | Всего        | Всего   | 62   | 0    | —     | —     | —               | —               | —       | —       | 62    | 0     |
| Малага             | Сегунда      | 2006/07 | 25   | 0    | 4     | 0     | —               | —               | —       | —       | 29    | 0     |
| Леванте Б          | Сегунда Б    | 2007/08 | 12   | 0    | —     | —     | —               | —               | —       | —       | 12    | 0     |
| Леванте            | Примера      | 2007/08 | 12   | 0    | 1     | 0     | —               | —               | —       | —       | 13    | 0     |
| Картахена          | Сегунда Б    | 2008/09 | 28   | 2    | —     | —     | —               | —               | —       | —       | 28    | 2     |
| Барселона Б        | Сегунда Б    | 2009/10 | 16   | 1    | —     | —     | —               | —               | —       | —       | 16    | 1     |
| Барселона Б        | Сегунда      | 2010/11 | 12   | 0    | —     | —     | —               | —               | —       | —       | 12    | 0     |
| Барселона Б        | Сегунда      | 2011/12 | 23   | 1    | —     | —     | —               | —               | —       | —       | 23    | 1     |
| Барселона Б        | Всего        | Всего   | 51   | 1    | —     | —     | —               | —               | —       | —       | 51    | 2     |
| Веракрус           | Ассенсо МХ   | 2012/13 | 4    | 1    | 4     | 0     | —               | —               | —       | —       | 8     | 1     |
| Кордова            | Сегунда      | 2012/13 | 19   | 1    | 1     | 0     | —               | —               | —       | —       | 20    | 0     |
| Кордова            | Сегунда      | 2013/14 | 8    | 1    | 0     | 0     | —               | —               | —       | —       | 8     | 1     |
| Кордова            | Всего        | Всего   | 27   | 2    | 1     | 0     | —               | —               | —       | —       | 28    | 2     |
| Нью-Йорк Ред Буллз | MLS          | 2014    | 19   | 0    | 1     | 0     | 4               | 0               | 1       | 0       | 25    | 0     |
| Эльче              | Сегунда      | 2015/16 | 31   | 4    | 1     | 0     | —               | —               | —       | —       | 32    | 4     |
| Эльче              | Сегунда      | 2016/17 | 2    | 0    | 0     | 0     | —               | —               | —       | —       | 2     | 0     |
| Эльче              | Всего        | Всего   | 33   | 4    | 1     | 0     | —               | —               | —       | —       | 34    | 4     |
| Итого              | Итого        | Итого   | 295  | 11   | 12    | 0     | 4               | 0               | 1       | 0       | 312   | 11    |

1 Включая плей-офф MLS.